# Магомедова, Саният Юсуповна
Саният Юсуповна Магомедова  — советский политический деятель. Депутат Верховного Совета СССР 7 созыва, Депутат Верховного Совета ДАССР. Кавалер ордена Ленина.

## Биография
Родилась  в 1922 году в селе Урахи Сергокалинского района Дагестанской АССР.
С 16 лет на хозяйственной работе. Участник трудового фронта во время ВОВ.
В 1943 г. вышла замуж за Гаджи Рамазанова (1917-1961) – капитан государственной безопасности. Начальник КГБ Сергокалинского района.
С 1961 по 1977 г.г – передовой трудящийся завода «Дагэлетромаш». Ударник Коммунистического труда.
С 1960 г. – Член КПСС. Член горкома КПСС, Член пленума Дагобкома КПСС.
В 1965 г. Указом Президиума Верховного Совета СССР награждена орденом Ленина.
Депутат Верховного Совета Дагестанской АССР, Член бюро Дагобкома КПСС.
С 1967 по 1970 г.г – Депутат Верховного Совета СССР 7 созыва.
В 1971 г. – Делегат XXI Съезда КПСС.
С 1971 по 1982 г.г – Член Президиума Комитета Народного Контроля ДАССР.
С 1980 г. – Делегат СССР в странах ближнего зарубежья.
С 1990 г. – на пенсии, проживала в Махачкале, где скончалась в 2017 году.
Награждена орденами Ленина, «Трудового Красного Знамени», «Знак Почёта», «Дружбы Народов» и рядом медалей.